# Ludvig III av Pfalz
Ludvig III av Pfalz, född 1378, död 1436, var regerande pfalzgreve mellan 1410 och 1436.